# Ursula Hasse
Ursula Hasse geb. Wauschkuhn (* 20. Mai 1925 in Heidenau; † 7. Juni 2013) war eine deutsche Künstlerin. Ihr Werk ist dem Realismus verpflichtet und besteht aus Ölbildern, Aquarellen, Zeichnungen sowie künstlerischer Keramik.

## Leben
Ursula Hasse wurde 1925 in Heidenau geboren. Nach dem Schulbesuch erfolgte 1940–43 eine Lehre als Putzmacherin. Nachfolgend begann sie eine zweite Lehre als technische Zeichnerin. Diese endete mit dem Kriegsende 1945. Es schloss sich bis 1947 eine zweijährige Arbeitszeit als Aufbauhelferin an. Im Jahr 1947 begann sie eine kurze Studienzeit an der Hochschule für Bildende Künste Dresden (HfBK) bei Wilhelm Rudolph. Ab 1949 bis 1953 erfolgte erneut eine Tätigkeit als technische Zeichnerin, nachfolgend eine Fortsetzung des Studiums (u. a. bei Herbert Schmidt-Walter) an der HfBK bis 1958. Für ihre Diplomarbeit schuf sie das Tafelbild "13. Oktober. Geldumtausch".
Nachfolgend war sie freischaffend künstlerisch tätig, überwiegend in der Sächsischen Schweiz um Bad Schandau. 1980 richtete sie sich mit ihrem Mann Christian Hasse im Kirnitzschtal eine Keramikwerkstatt ein. Nach ihrem altersbedingten Ausstieg aus der Keramikwerkstatt im Jahre 2002 wird diese von ihrer Tochter weiter betrieben.

## Schaffen
Die Künstlerin war in ihren Bildern stets dem Realismus verpflichtet. In ihrem Werk spielten von Anfang an die Darstellung arbeitender Menschen eine große Rolle, sowohl in einzelnen Porträts als auch bei der Arbeit in der Landwirtschaft. Sie konnte sich dabei einen Stil erarbeiten, der sowohl große panoramaartige Landschaftsbilder ermöglichte als auch figürliche Kompositionen. Die Grundlage für die Ölmalerei bildeten Aquarelle und Zeichnungen der natürlichen Objekte, die später im Atelier umgesetzt worden. Neben Landschaften entstanden viele Stadtansichten sächsischer Städte sowie Ansichten markanter Bauwerke.
In der Keramikwerkstatt gestaltete sie kleine, phantasievolle Figuren.

## Werke (Auswahl)
- Ein Liebespaar (Tafelbild, 1965)[2]

- Prag (Öl, 1965; auf der VII. Kunstausstellung der DDR)[3]

- Körnerplatz in Dresden (Öl auf Hartfaser, 74,8 × 87,9 cm, 1985; Galerie Neue Meister Dresden)[4]

- Elbbrücke in Bad Schandau (Öl auf Hartfaser, 97 × 119 cm, 1985; Kunstfonds Sachsen)[5]

- Brückenbau im Gebirge (Öl auf Hartfaser, 88,5 × 106,5 cm, 1985; Kunstfonds Sachsen)[6]

## Ausstellungen (unvollständig)
- 1960: Königstein: Festung Königstein („5. Ausstellung des Verbandes Bildender Künstler Deutschlands, Arbeitskreis Pirna“)

- 1966 Dresden, Leonhardimuseum (mit Christian Hasse)

- 1972/1973 Dresden, VII. Kunstausstellung der DDR

- 1972, 1974, 1979 und 1985 Dresden, Bezirkskunstausstellungen

- 1977: Leipzig („Kunst und Sport“)